# Mtumachi
Mtumachi ist ein Verwaltungsbezirk (englisch Ward) des Distrikts Newala (TC) in der tansanischen Region Mtwara.

## Geografie
Mtumachi liegt im Südosten von Tansania östlich der Distrikthauptstadt Newala. Der Bezirk grenzt im Nordwesten an Mahumbika, im Nordosten an Mcholi II, im Osten an Mkundi des Distrikts Tandahimba, im Süden an Mcholi I, im Südwesten an Mchunya und im Westen an Makote. Bei der Volkszählung 2022 lebten 6032 Menschen in 1859 Haushalten auf einer Fläche von 28 Quadratkilometern.

## Gliederung
Der Bezirk besteht aus vier Gemeinden (Mtaa) mit acht Orten (Kitongoji):
| Mcholi Godauni - Mcholi Godauni - Umoja | Tumaini - Twendeni - Shirikisho | Makorongo - Mbuyuni - Madini | Chihwindi - Malanje - Zawiani |

## Infrastruktur
- Bildung: Die Malegesi Secondary School ist eine staatliche weiterführende Tagesschule, die Jugendliche bis zur 4. Stufe ausbildet.[6]
- Gesundheit: Im Bezirk gibt es eine staatliche Apotheke.[7]